# Aïn Defla
Aïn Defla (în arabă بلدية عين الدفلى)  este un oraș  în provincia (wilaya) Aïn Defla, Algeria. Are rol de reședință a provinciei.